# Överkalixmasten

Överkalixmasten är en 330 meter hög radio- och TV-mast belägen strax söder om Överkalix vid Tjipronmyran i Norrbotten. Masten drivs och underhålls av statliga Teracom.
Masten är en av fyra lika höga master:
- Ängemasten i Krokom
- Brattåsmasten i Östersund
- Klockarhöjdenmasten i Filipstads kommun